# Wilhelm Spöhrer
Wilhelm Spöhrer (* 1837 in Speyer; † 7. April 1917 in München) war ein deutscher Verwaltungsbeamter.
Zum 10. September 1866 wurde Spöhrer, seit 1865 Sekretär der bayerischen Regierung der Pfalz, zum Bezirksamtsassessor im damaligen bayerischen Bezirksamt Kirchheimbolanden ernannt. Die Beförderung zum Bezirksamtmann von Homburg erfolgte am 13. Juni 1873. 1889 wurden ihm in dieser Stellung, die er bis 1902 bekleidete, Titel und Rang eines königlichen Regierungsrats verliehen.
Anlässlich seines 70. Geburtstages wurde er am 2. Oktober 1901 für seine besonderen Verdienste um die Stadt Homburg zu ihrem Ehrenbürger ernannt.